# Senefelderplatz

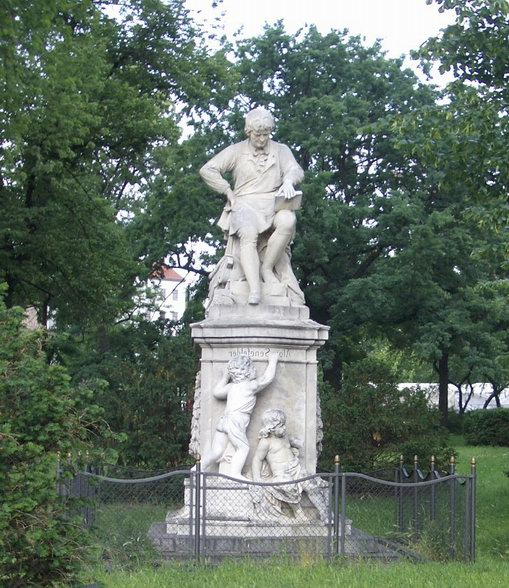
Staty av Alois Senefelder på Senefelderplatz.

Senefelderplatz är en plats i stadsdelen Prenzlauer Berg i Berlin. Senefelderplatz ligger på gränsen till området kring Kollwitzplatz, Kollwitzkiez. Den har fått sitt namn efter Alois Senefelder som även står som staty på platsen. Platsens omgivning bebyggdes kring 1880 under den så kallade Gründerzeitperioden i Berlin. Då fick platsen namnet Thusneldaplatz men 1896 blev namnet Senefelderplatz i samband med att torget gjordes om. Platsen har sedan förändrats som följd av tunnelbanan (U2), krigsförstörelse och tidvis av förfall. Under 1990-talet renoverades området och har utvecklats till ett restaurang- och caféstråk med till exempel Kulturzentrum Pfefferberg.